# Jean-Baptiste Gendarme
Pour les articles homonymes, voir Gendarme.
Jean-Baptiste Gendarme (né à Reims en décembre 1978) est un écrivain français.

## Biographie
En 2005 paraît son premier roman, Chambre sous oxygène, prix Jean-Bernard de l'Académie de médecine. En 2006, il est lauréat de la bourse Écrivain de la Fondation Jean-Luc Lagardère et publie Table rase. En 2009, sort Le Temps qu'il faudra, un recueil de nouvelles, suivi en 2010 par un Petit Éloge des voisins. 
Jean-Baptiste Gendarme est également le créateur et le rédacteur en chef de la revue littéraire Décapage.

## Publications
- Chambre sous oxygène, roman, Gallimard, 2005
- Table rase, roman, Gallimard, 2006
- Le Temps qu’il faudra, nouvelles, Gallimard, 2009
- Petit Éloge des voisins, Gallimard « folio 2€ », 2010
- Un éclat minuscule, roman, Gallimard, 2012
- Splendeurs et misères de l'aspirant écrivain, Flammarion, 2014
- La Pause, avec des illustrations d'Alban Périnet, Calmann-Lévy, 2014
- La nuit et des poussières, roman, Gallimard, 2018

## Sélections et récompenses
- 2005 : Prix Jean Bernard de l’Académie nationale de médecine pour Chambre sous oxygène.
- 2005 : Lauréat de la Bourse écrivain de la Fondation Jean-Luc Lagardère.
- 2008 : Prix François-Victor-Noury de l’Institut de France.
- 2012 : Sélection 2012 du prix France Culture/Télérama [1] pour Un éclat minuscule
- 2018 : Sélection Prix Françoise-Sagan[2] pour La Nuit et des poussières

## Livres traduits
- Chambre sous oxygène en albanais : Ti e dashur', Botimet Max

## Cinéma
Jean-Baptiste Gendarme a signé avec le réalisateur Hervé Hauboldt le scénario d'un court métrage intitulé Passez quand vous voulez.

## La revue Décapage
Décapage est une revue littéraire où l’on retrouve des chroniques, des nouvelles inédites et des participations thématiques. Créée en 2001, la revue explore numéro après numéro les différentes pistes que suit la littérature contemporaine. Nombreux sont les écrivains qui ont participé à la revue. Depuis janvier 2012, Décapage est publiée chez Flammarion.